# 费迪南·薛瓦勒

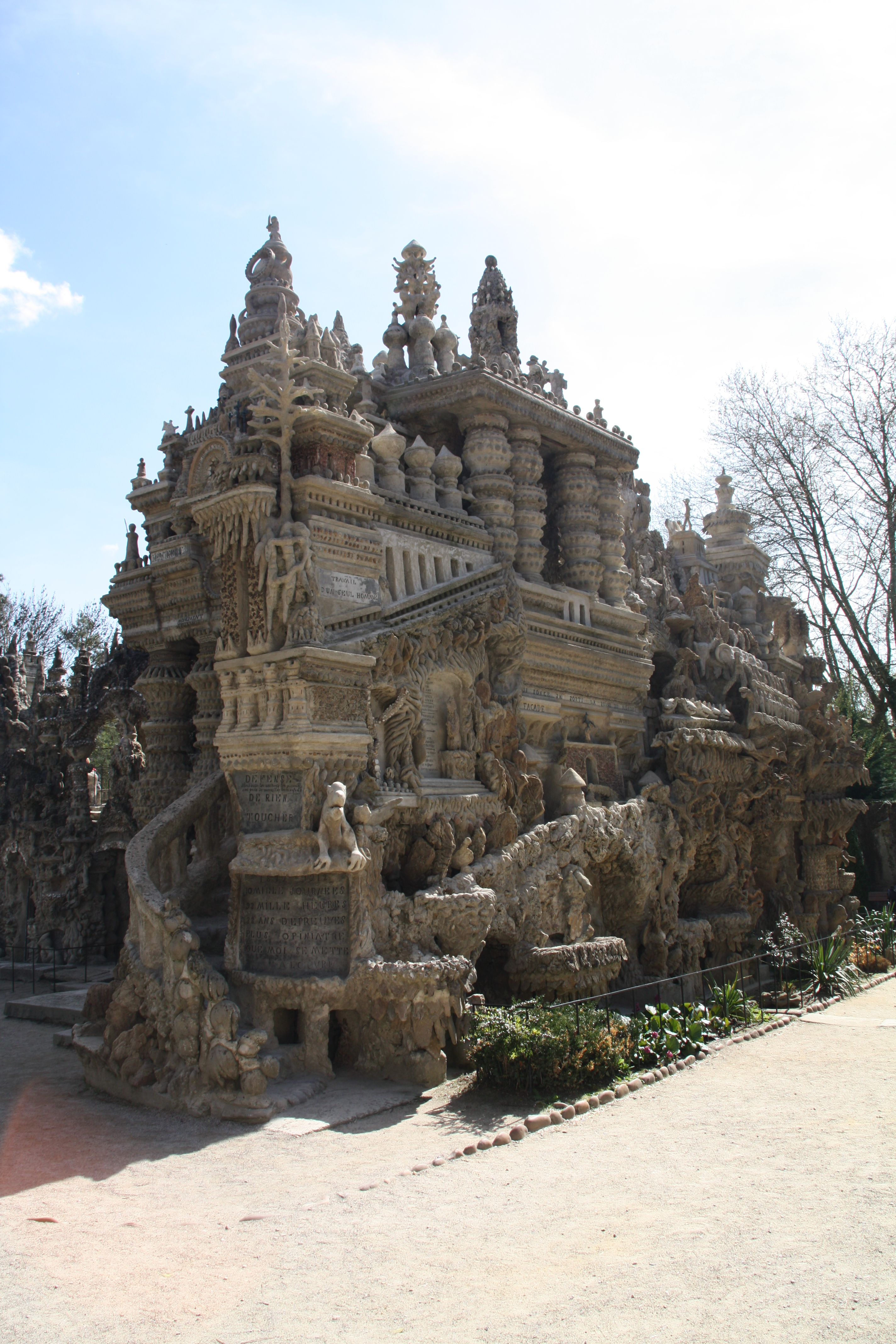
薛瓦勒建造的理想宫

费迪南·薛瓦勒（法語：Ferdinand Cheval，法語發音：[fɛʁdinɑ̃ ʃəval]；1836年4月19日—1924年8月19日）是一位法国邮递员，他因為花费24年在法国德龙省欧特里沃独自建造了一座宫殿建筑理想宫（法語：Le Palais idéal）这座杰出的素人藝術作品而知名。

## 生平
费迪南·薛瓦勒出生于德龙省埃尔巴斯河畔沙尔姆，生活于德龙省加洛尔新堡。他13岁离开学校成为蛋糕店学徒，但最终成为一名邮递员。

## 理想宫
薛瓦勒在1879年4月开始理想宫的建造工作，他写道：
我正在快步行走，突然我的脚碰到了什么东西，使我绊出几米远，我想知道发生了什么。一次我做了一个梦，梦中我建造了一座宫殿，城堡或者洞穴，我表达不清……这件事我谁也没告诉，怕被嘲笑，我自己也觉得荒谬。十五年后，我几乎忘记了这个梦，我根本没在想这件事的时候，我的脚让我回想起它。我的脚绊在一块石头上使我几乎摔倒。我想知道它是什么……它是一块形状极为特别的石头，我把它放在口袋里以便随时拿出观赏。第二天，我回到同一地点，我发现了更多的、更漂亮的石头，我在这里把它们收集在一起，感到很高兴……它是一块砂岩，被水塑造了形状，时间的力量使他变硬。它变得像卵石一样硬。它表现为一块形状极为奇怪、人类难以模仿的雕塑，任何一种动物，任何一种漫画形象。
我对自己说：既然大自然想干雕刻的工作，我来做石工和建筑吧。

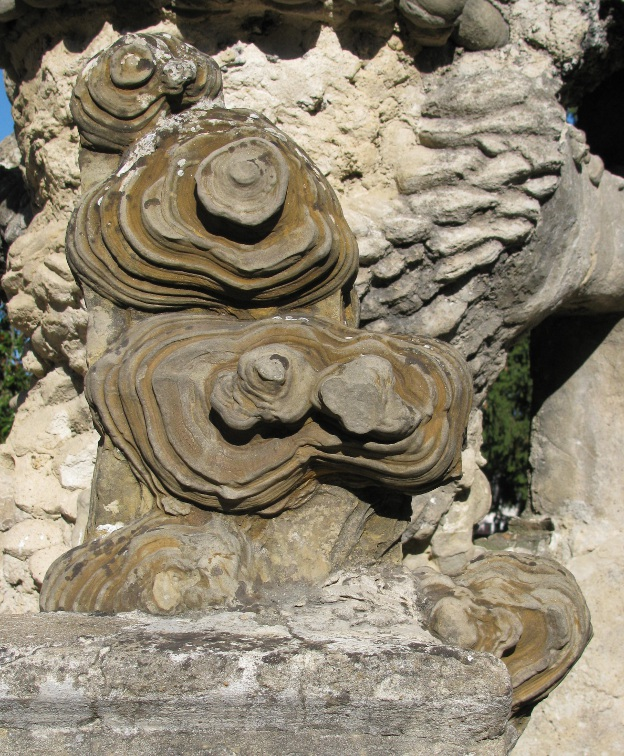
搬到薛瓦勒的奇特石头

在之后的33年中，薛瓦勒在他的日常邮递路线中捡拾石头并把它们带回家以建造理想宫。他花了头二十年建造外墙，一开始他用口袋装石头，后来改为用篮子。渐渐的，他开始使用一辆獨輪車，他通常在晚上工作，使用一盏油灯照明。
理想宫的设计受到了基督教与印度教的启发，混合了多种风格。薛瓦勒使用石灰、砂浆和水泥将石头粘合。

## 坟墓

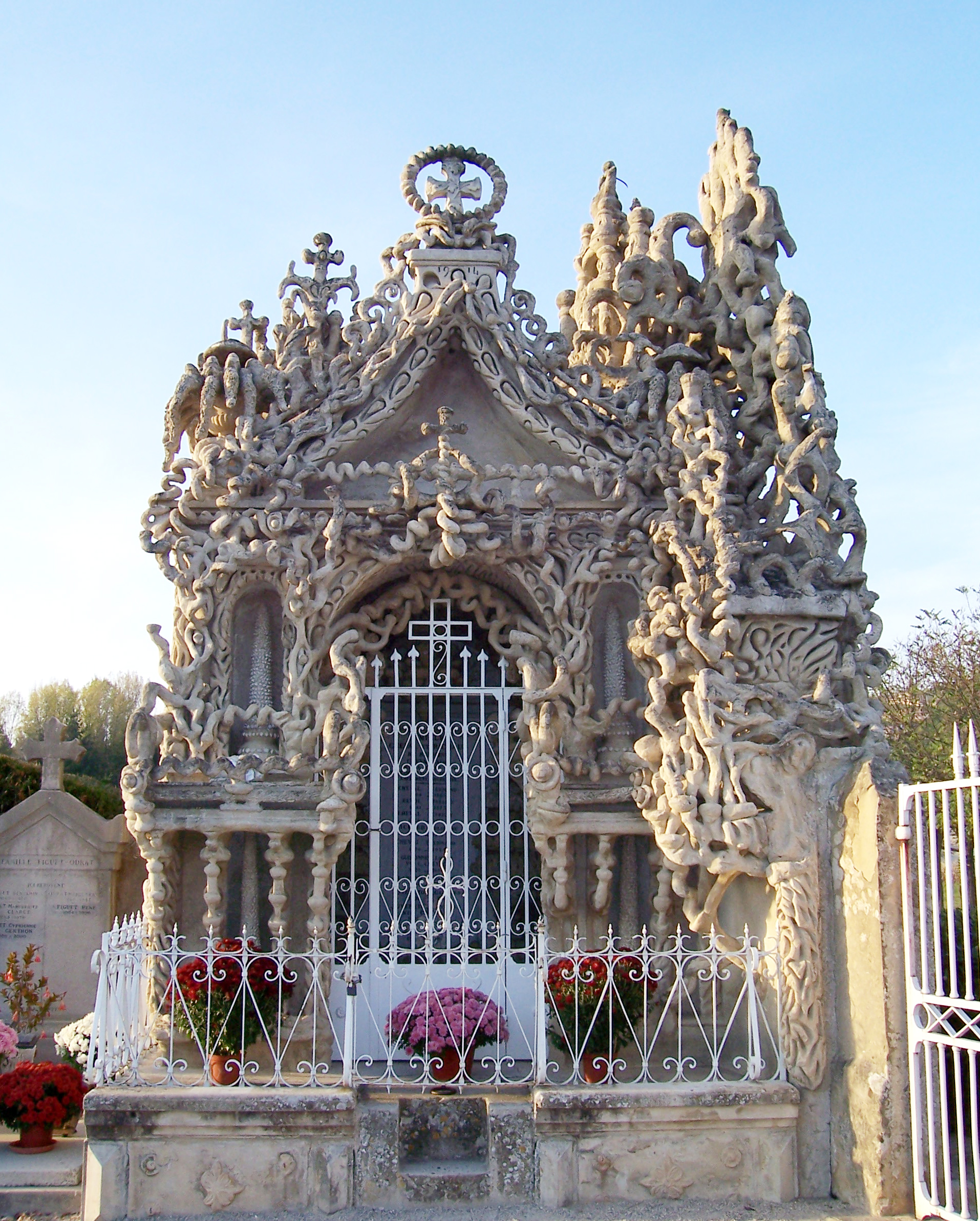
薛瓦勒的陵墓

薛瓦勒想被葬在自己的宫殿中，但这在法国是非法的，于是他又花了八年在奥特里韦墓园中为自己建造了一座陵墓。他在完成陵墓约一年后的1924年8月19日死亡，并被安葬于其中。

## 赞誉
在生前，薛瓦勒就开始开始收到安德烈·布勒東和巴勃羅·畢卡索等艺术大师的称赞，阿内丝·尼恩在一片文章中纪念了他的工作。1932年，德国艺术家马克斯·恩斯特创作了一幅名为“邮差薛瓦勒”的珂拉琪，现被收藏并展示于佩姬·古根漢美術館。1958年，阿多尼斯·赛勒斯（希臘語：Άδωνις Κύρου）创作了关于薛瓦勒的宫殿的电影短片《理想宫》。
1969年，法國文化及通信部的安德烈·馬爾羅宣布理想宫为受官方保护的一处文化地标。1986年薛瓦勒被印入法国邮票。
理想宫现除圣诞节和元旦外每日接受游客观光。
恰克·帕拉尼克的小说《窒息》（Choke）中有一位名为丹尼（Denny）的角色，他和薛瓦勒一样，是一位邮递员，收集石头并将它们装入他的“梦想之家”。

## 理想宫图集

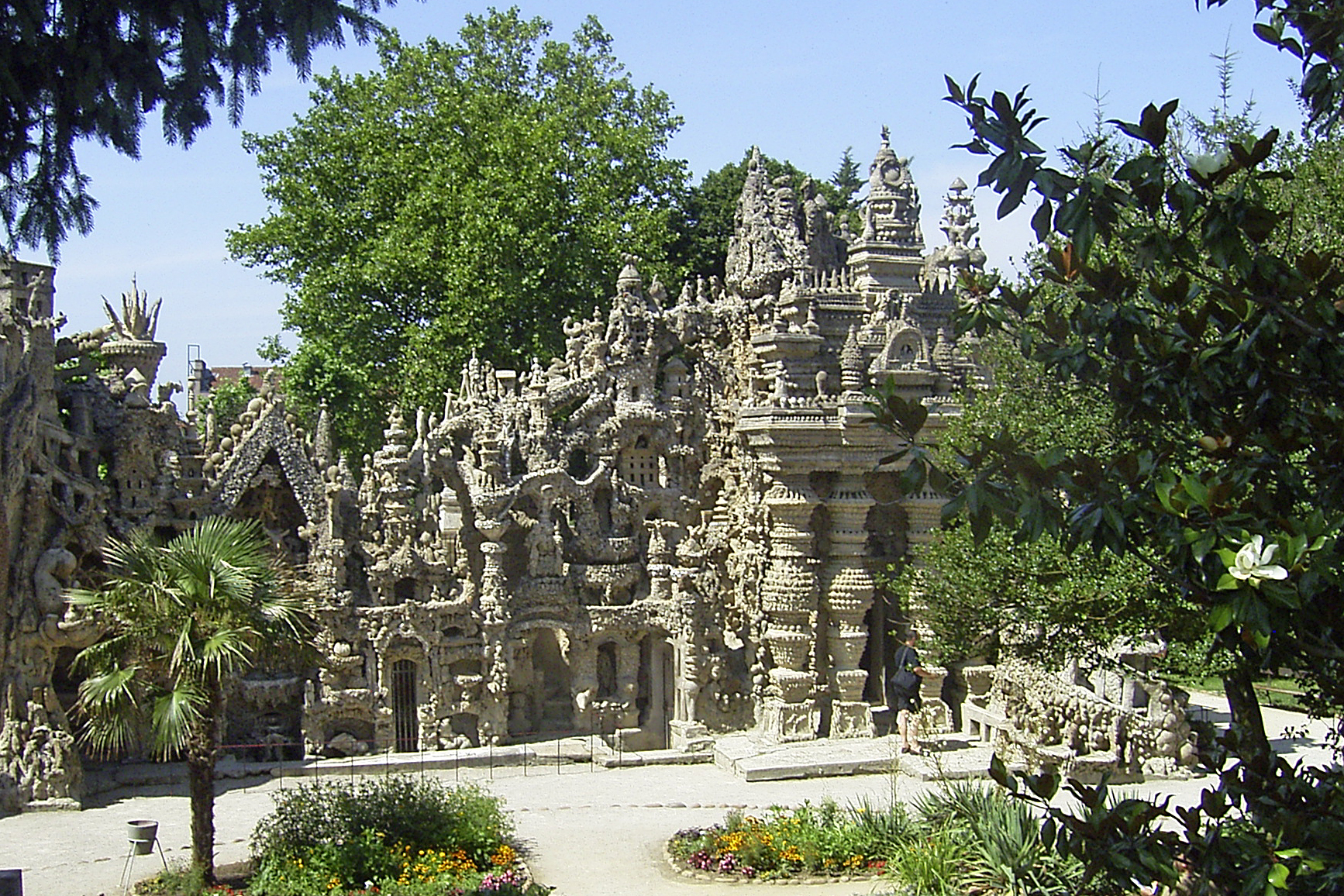
理想宫
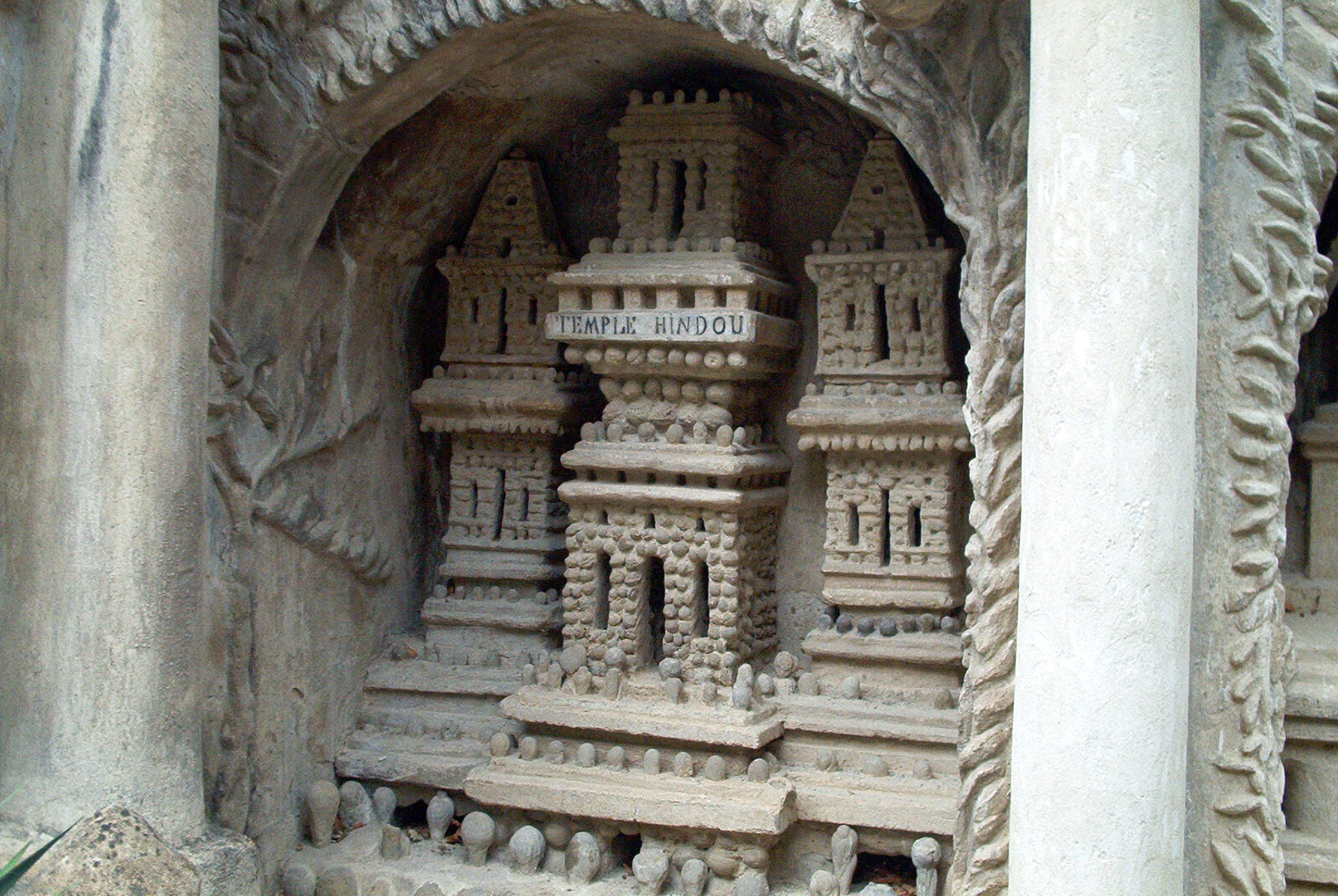
印度教寺庙
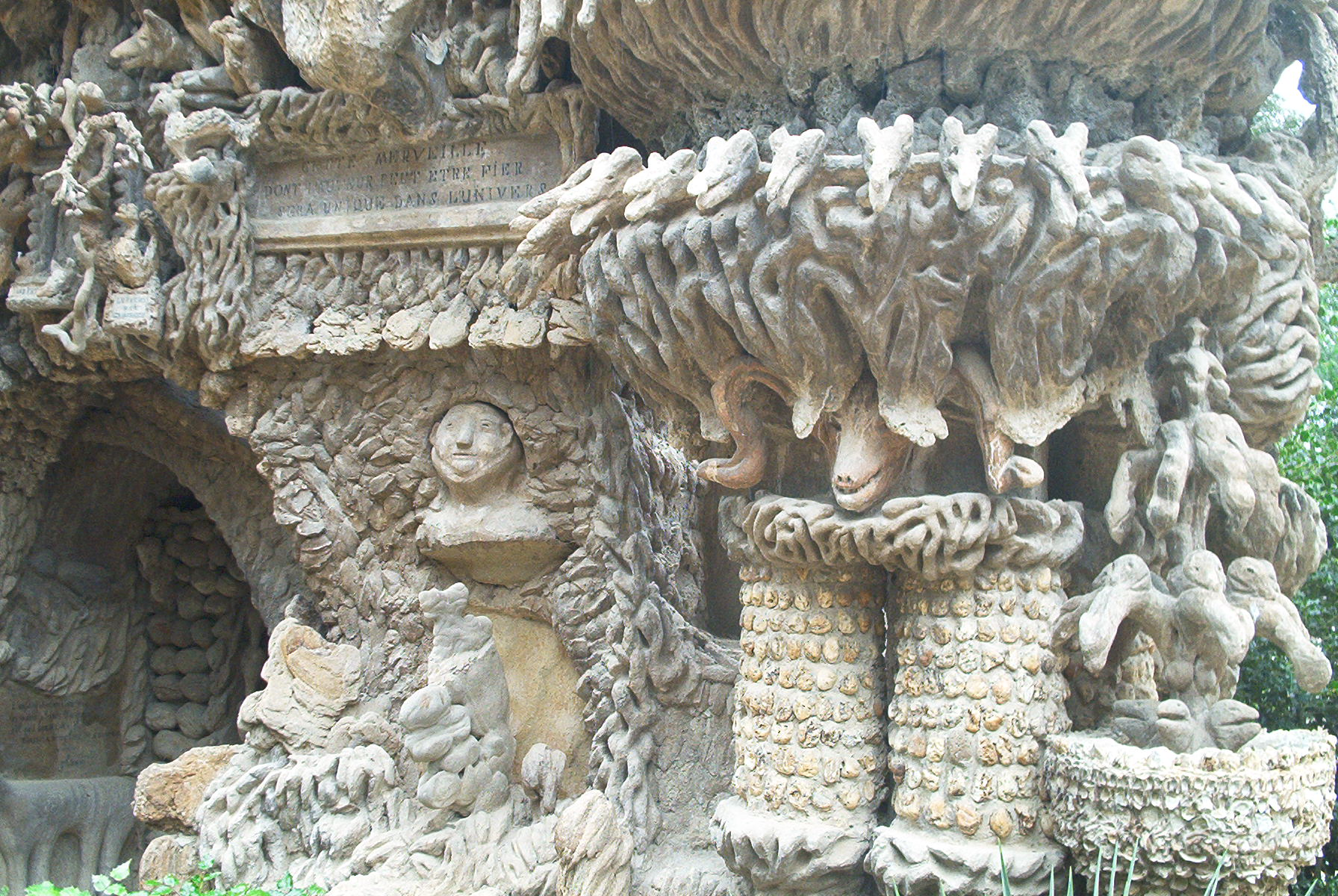
北部正面细节
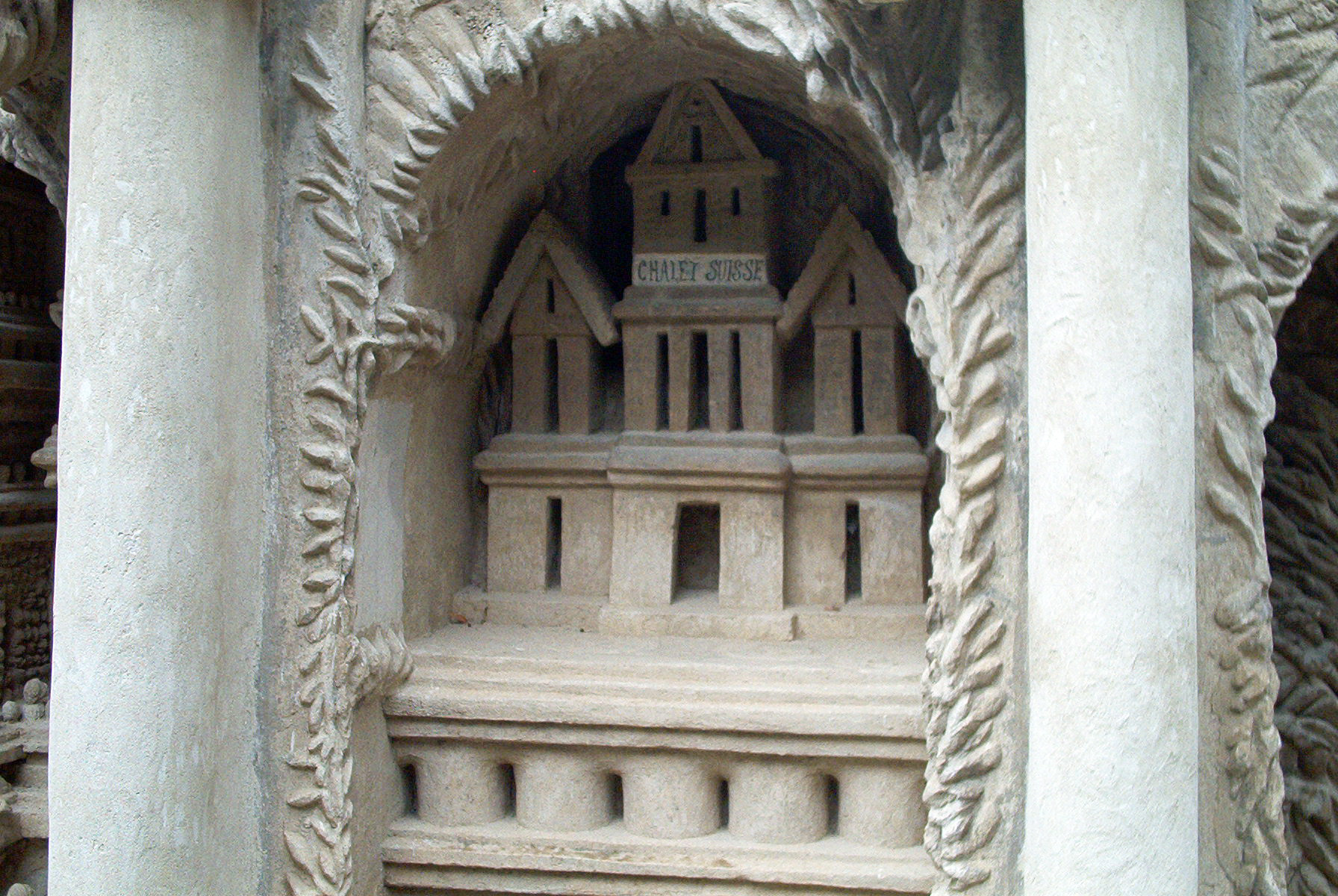
瑞士木屋